# Смига

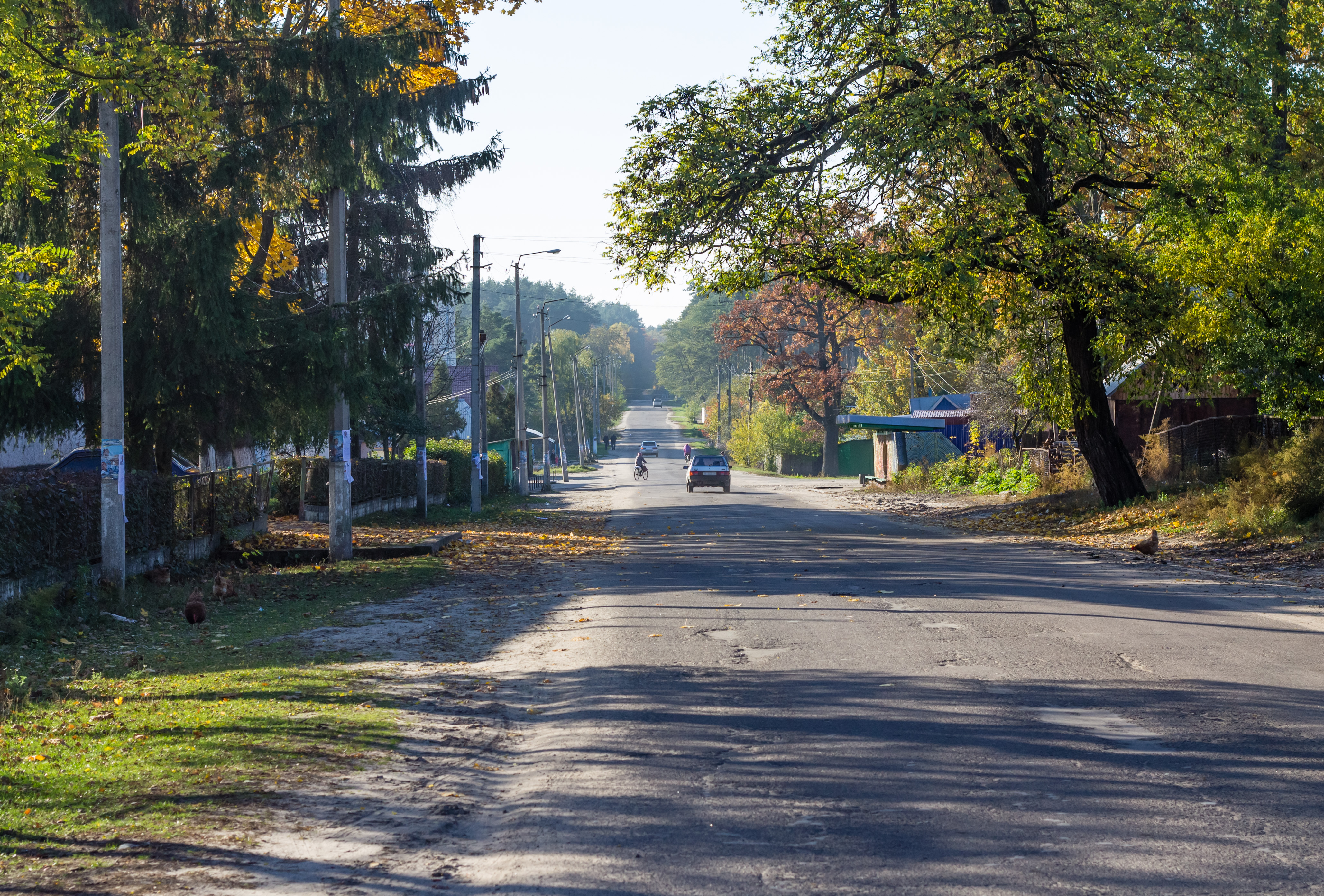
Вул. Дружби

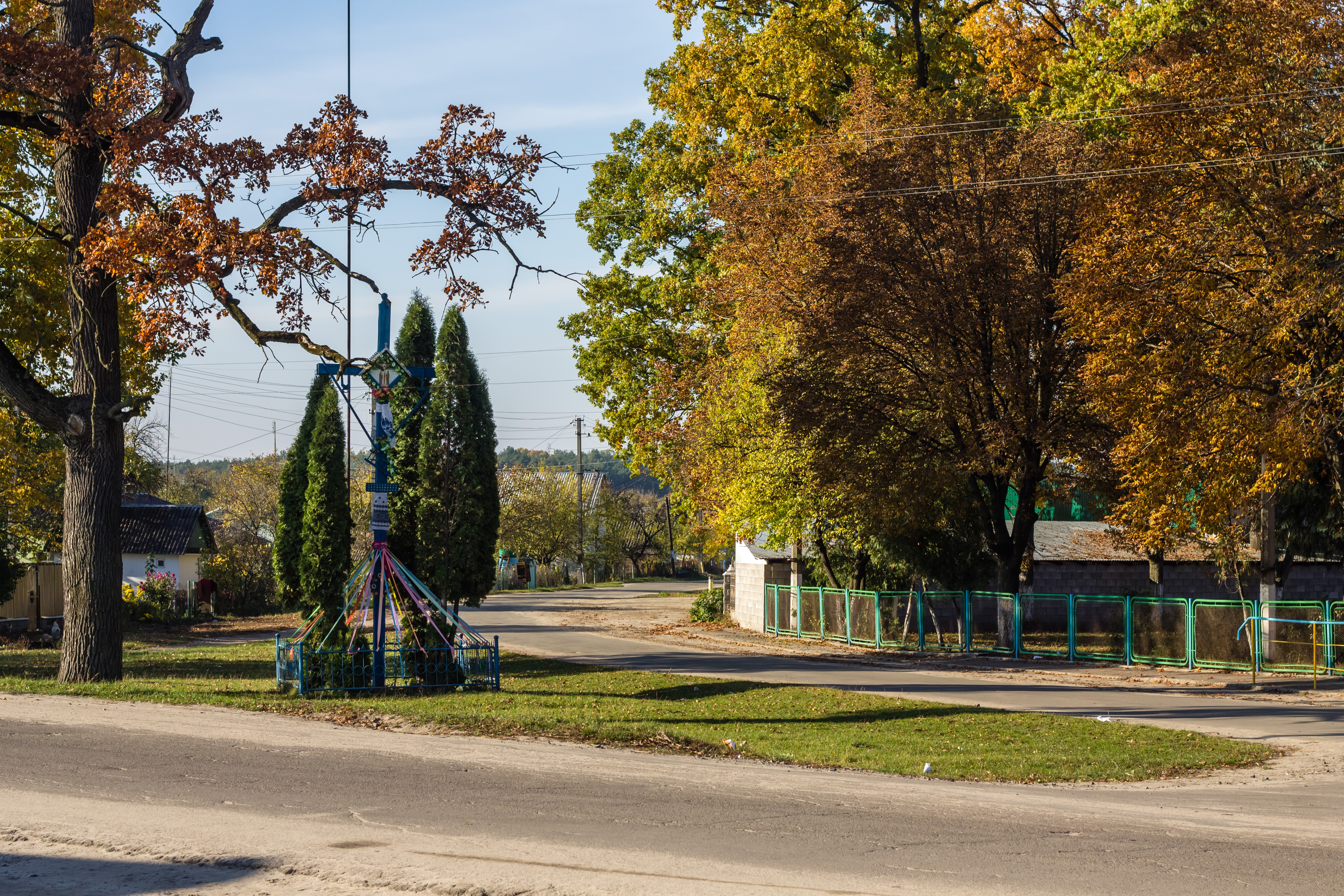
Придорожний хрест — фігура в центрі селища.

Смига (до 1928 року — Кеннеберг) — селище в Україні, у Дубенському районі Рівненської області. Від 2016 - центр Смизької селищної громади. Селище розташоване за 24 км від районного центру Дубно. Є залізнична станція на лінії Кам'яниця-Волинська — Кременець. Проходить автодорога Дубно—Кременець.

## Історія
Утворилось поселення тут в 1860-х роках, знаходиться посеред лісів.
У 1890 році власник місцевості граф Берг, котрий жив у Студянці, запрошує з Німеччини і поселяє у Смизі десять сімей німців спеціалістів-клянкарів. Вони із смизького дуба, який ріс в пониззях до Брідка, виготовляли клянки до бочок із пивом, вином та горілкою. Було побудовано два великих склади для готової продукції.
Поселення німців не мало назви. В знак вдячності своєму господарю графу Бергу поселення назвали Кенненберг, тобто за прізвищем двох власників, Кенне і Берга тому, що Берг продав німцеві Кенне ліс. І тут Кенне спорудив тартак і почав розпилювати деревину. Для робітників він збудував два бараки, а потім сюди переселились і лісоруби.
За переказами в 1906 році Берг, а можливо й Кенне, проклав залізницю, але через п'ять років усе це продав барону Струве із Данії.
З часом Стуве розширив потужності тартака, будує вузькоколійку, млин, налагоджує виробництво гонти та інший деревообробний промисел.
Перед першою світовою війною в 1914 р. розвиток господарства-кустарництва починає занепадати. Німці-клянкарі залишають бондарний цех і виїжджають до Німеччини. Із перших поселенців залишаються сім'ї Ухових та Тубесів. На працю в лісопильний цех приїжджають нові поселенці: брати Шпачинські, Капостюки, Загородні. Змінюється і назва поселення. Поміж лісом від сіл Круки і Забара простяглася смуга болота, де знаходилось двоє джерелець-озер біля баби Якубихи, яка була знахаркою і лікувала людей з навколишніх сіл лікарськими травами. Ця смуга болота простягалась аж до Дворищенських і Носовицьких боліт, по яких протікала невеличка річечка Смужка, притока річки Ікви, в якій було дуже багато риби. Іноді в посушливі роки річка пересихала.
І так, від цієї смуги болота, між лісами і виникла назва поселення Смуга, а потім Смига.
7 (20) листопада 1917 року, відповідно до Третього Універсалу Української Центральної Ради, увійшло до складу Української Народної Республіки.
В липні 1920 року через село з боями проходили частини Першої кінної армії. Під час першої світової війни від Смиги до Бущі і до Мартинівки були дуже знищені ліси в зв'язку з другою лінією фронту. Про це свідчать ще залишки окопів та вирви від вибухів снарядів. З приходом поляків у 1920 році поміщицькі землі, ліси та маєтки були передані Кременецькому ліцею.
Поляками був запроваджений санітарний стан в містах і селах. У Смизі було розширено лісопильний цех, побудовано меблеву фабрику, паркетний цех, школу, амбулаторію, клуб, костел, кооперативний магазин.
Були у Смизі на той час і приватні магазини у євреїв Шапіро та Абрума, кафе та пивний бар у Шкалуди, та дві хлібопекарні у чеха Блага і поляка Ганцешка. Над дорогою Дубно-Кременець існував шинок та фармацевтична фабрика, що виготовляла багато видів спиртових настоїв з трав, плантації яких розташовувались вздовж Брідка від Смиги до Козібродів (недалеко Дворищ). Спирт постачався з Антоновецького горілчаного заводу, відомого на всю Польщу.
Був збудований дерев'яний костел з органом і Дім Людовий, котрий згодом довго слугував клубом.
У 1928 році робітники лісопильного цеху брали участь у загальному страйку працівників деревообробних підприємств Волині. Управа фабрики за часів польської окупації переважно складалася із поляків, які, розібравшись в новому положенні, переважно виїхали до Польщі, теж саме зробили кваліфіковані робітники і керівники цехів та відділів.
До 1937 року в Смизі була, одна з найбільших тоді на Волині, реміснича столярська школа, яка випустила чимало добрих фахівців, її згодом перенесли до містечка Вишнівець, щоб збільшити фабрику меблів. У наш час[коли?] фабрика могла забезпечити роботою понад дві тисячі працівників. Але утримати фабрику було неможливо, не вистачало кваліфікованих кадрів.
З 1939 року першим радянським директором фабрики було поставлено Шарікова, дуже некваліфікованого і некультурного чоловіка (про період 39-41 років описано в книзі «Ліс приймає повстанців»
Під час німецької окупації поселилась ворожнеча між поляками і українцями. Спочатку німці створювали загони поліції з числа українців. І коли поліція, яка була на службі у німців у 1943 році організовано перейшла в діючу повстанську армію ОУН-УПА, німці створили поліцію із числа польських колоністів.
В повоєнний період село почало розбудовуватись. В 70-х роках, коли Смизькій деревообробний комбінат очолював Головньов Іван Семенович, були збудовані нова середня школа, будинок культури, лікарня, село було перейменоване у селище міського типу.
Центр селища біля будинку культури, прикрашає велична скульптура Воїна-визволителя, збудована в 1984 році. Авторами цього пам'ятника є скульптор Олександр Євгенович Данилів, архітектор Володимир Степанович Дуванов.
У 1990-91 роках на кошти парафіян був збудований, кам'яний, з дзвіницею Свято-Іовський храм.
12 червня 2020 року, відповідно до розпорядження Кабінету Міністрів України № 722-р від «Про визначення адміністративних центрів та затвердження територій територіальних громад Рівненської області», увійшло до складу Смизької селищної громади.
19 липня 2020 року, в результаті адміністративно-територіальної реформи та ліквідації  Дубенського (1939—2020) району, село увійшло до складу новоутвореного Дубенського району.

## Населення

### Мова
Розподіл населення за рідною мовою за даними перепису 2001 року:
| Мова       | Кількість | Відсоток |
| ---------- | --------- | -------- |
| українська | 2954      | 97.98%   |
| російська  | 48        | 1.59%    |
| білоруська | 11        | 0.37%    |
| вірменська | 1         | 0.03%    |
| угорська   | 1         | 0.03%    |
| Усього     | 3015      | 100%     |

## Культура
У Смизі в радянські часи існував потужний культурний центр в Будинку культури: десятки колективів художньої самодіяльності. Найбільш відомим в Україні колективом став Смизький духовий оркестр під керівництвом Гайдайчука Василя Даниловича. Оркестр, який отримав звання «Зразковий», існує і до сих пір, під тим же керівництвом. Він є лауреатом і переможцем багатьох міжнародних конкурсів.

## Персоналії

### Народилися
- Оксана Білозір — відома співачка і політик
- Горобець Олександр Васильович (06.07.1989 — 05.12.2022) — старший навідник ЗСУ, загинув поблизу н. п. Білогорівка Луганської області
- Кочетов Сергій Вікторович (1985—2016) — учасник Революції гідності, російсько-української війни, загинув у боях за Мар'їнку[7]
- Микола Медиковський  (1955) — український учений, доктор технічних наук.
- Ярослав Мельник — український і литовський письменник, філософ, критик.
- Нікулін Денис Святославович (14.09.1996 — 16.04.2022) — старший навідник Національної гвардії України, загинув у бою в районі Попасної Луганської області
- Сиротюк Юрій Миколайович — український громадсько-політичний діяч, автор терміна «Революція Гідності», воїн
- Тетяна Собецька — авторка книг для дітей
- Олег Шандрук — український футболіст, захисник ПФК «Севастополь»
- Данилевич Микола Миколайович (1977) - проросійський церковний діяч РПЦвУ

### Пов'язані зі Смигою

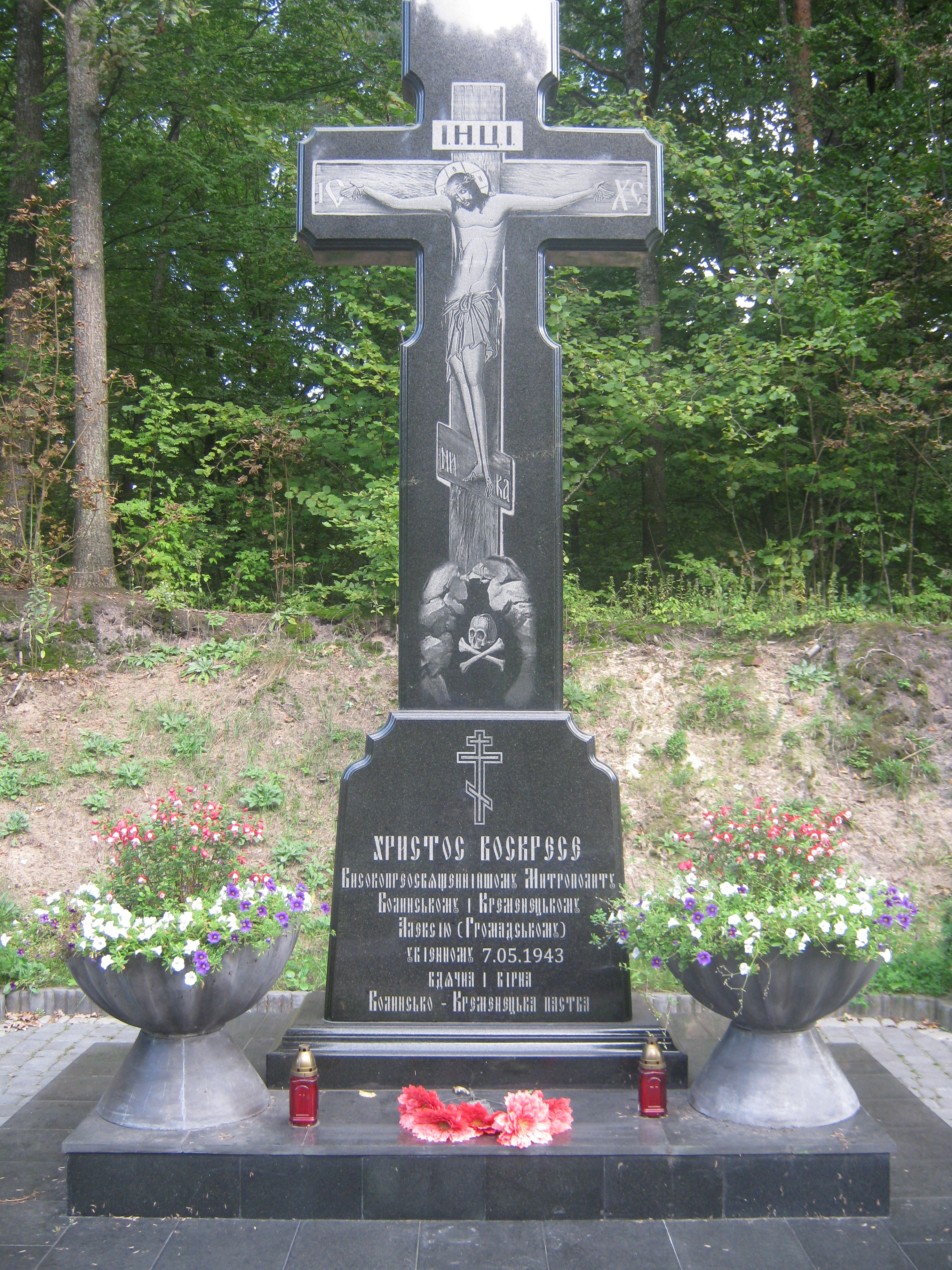
Памятник митрополиту Олексію (Громадському)

- У селі виросли і закінчили Смизьку середню школу брати Мельники (обоє з золотими медалями). Мельник Ярослав Йосипович, член Національної спілки письменників — відомий в Україні і в Європі письменник, автор більше десяти книг, виданих українською, російською, французькою, литовською та іншими мовами. Мельник Олег Йосипович, член Спілки хореографів — керівник народного дитячого ансамблю танцю «Вітамінчики» [Архівовано 18 травня 2013 у Wayback Machine.], переможця багатьох міжнародних конкурсів (м. Київ).
- Поблизу Смиги був вбитий вояками ОУН (М) колаборант та співробітник більшовицьких органів митрополит Олексій (справжнє ім'я Олександр Якубович Громадський, 1882—1943) — предстоятель окупаційної Української автономної православної церкви в юрисдикції Московського патріархату, митрополит Волинський і Житомирський, екзарх України (з 25 листопада 1941 року).

### Учасники Другої світової війни
- Форсюк Євген Іванович народився 5 березня 1920 року. Військове звання — рядовий. Призваний у серпні 1945 року. Нагороджений Орденом Слави ІІІ ступеня, медалями «За перемогу над Німеччиною», «За мужність». 13 січня 1945 року отримав легке поранення в ногу. Посмертно нагороджений Орденом Вітчизняної війни ІІ ступеня.
- Іванчук Ніна Федорівна народилась в Житомирській області у 1929 році. Учасник підпільно-партизанської боротьби у складі Чернігово-Волинського з'єднання партизанських загонів під командуванням двічі героя СРСР О. Федорова, на посаді санітарки, з 1942 по 1944 роки. В березні 1944 року була контужена. Нагороджена орденом «За мужність», Орденом Великої Вітчизняної війни, медаллю «Георгій Жуков»
- Багнюк Лаврентій Дмитрович народився у 1921 році в селі Куликів Кременецького району. Військове звання — молодший сержант. На фронті з липня 1941 року. З 1944 року перебував в 1392 зенітному артилерійському полку Першого Білоруського фронту. Нагороджений орденами і медалями «За перемогу», «За визволення Варшави», «За визволення Берліна», «За визволення Кенігсберга», «За мужність». Тричі отримував подяки від Сталіна.
- Лазаренко Василь Гнатович народився 29 серпня 1924 року. Воював у 21 стрілецькому полку навідником з вересня 1943 року по лютий 1944 року. Закінчення війни зустрів у Празі. В 1944 році був поранений під Бродами. Нагороджений орденом Червоної зірки, Орденом Великої Вітчизняної війни ІІ ступеня, медаллю «За перемогу над Німеччиною».
- Мартинов Андрій Іванович народився в 1923 році. Військове звання — сержант. В роки війни воював на Другому Прибалтійському фронті в 48 стрілецькій дивізії 117 окремого саперного батальйону. Був нагороджений Орденом Слави, «Знаком пошани», має 100 грамот від командування.[8]

## Галерея

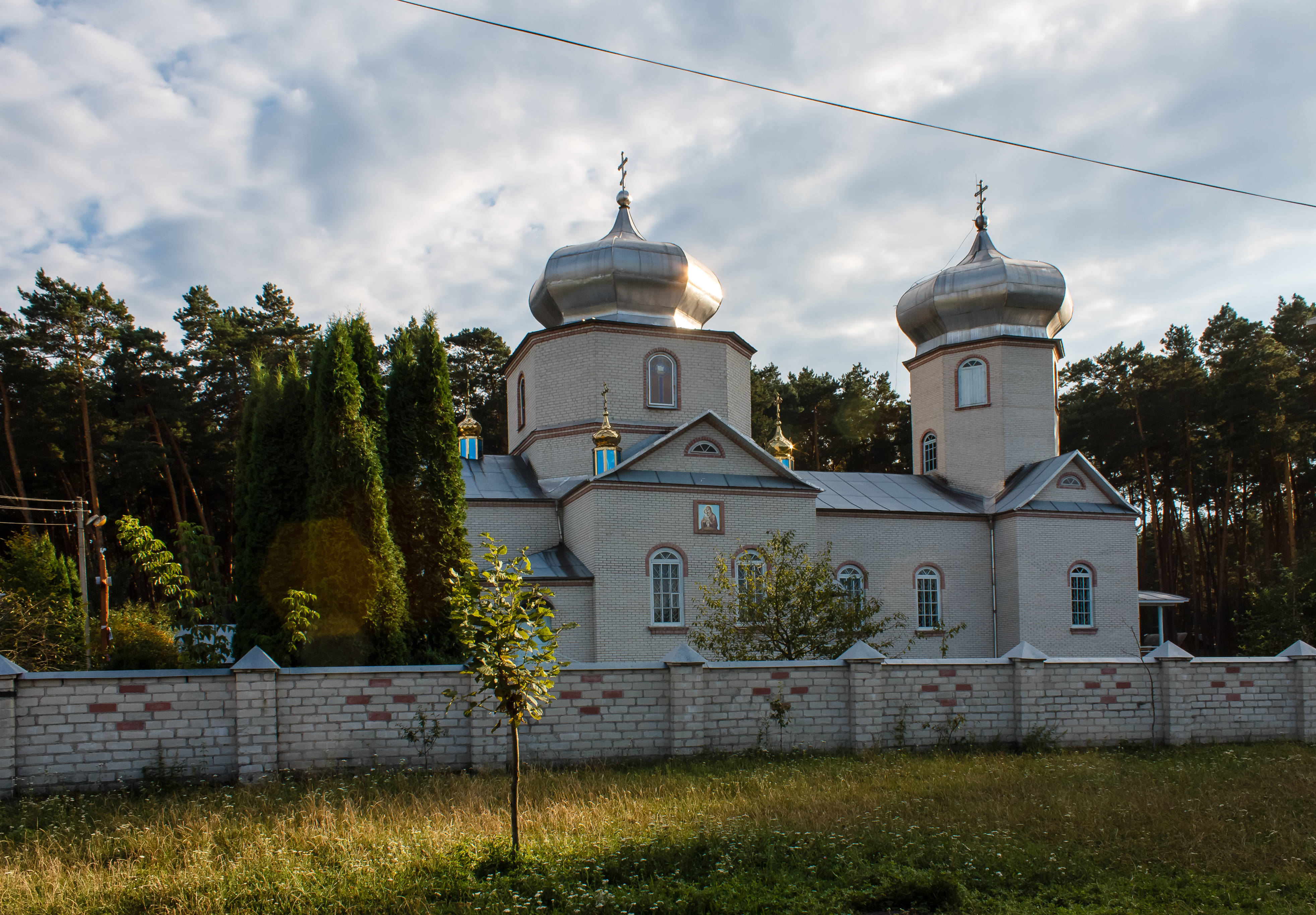
Церква Св. Іова Почаївського, мурована, 1991рік
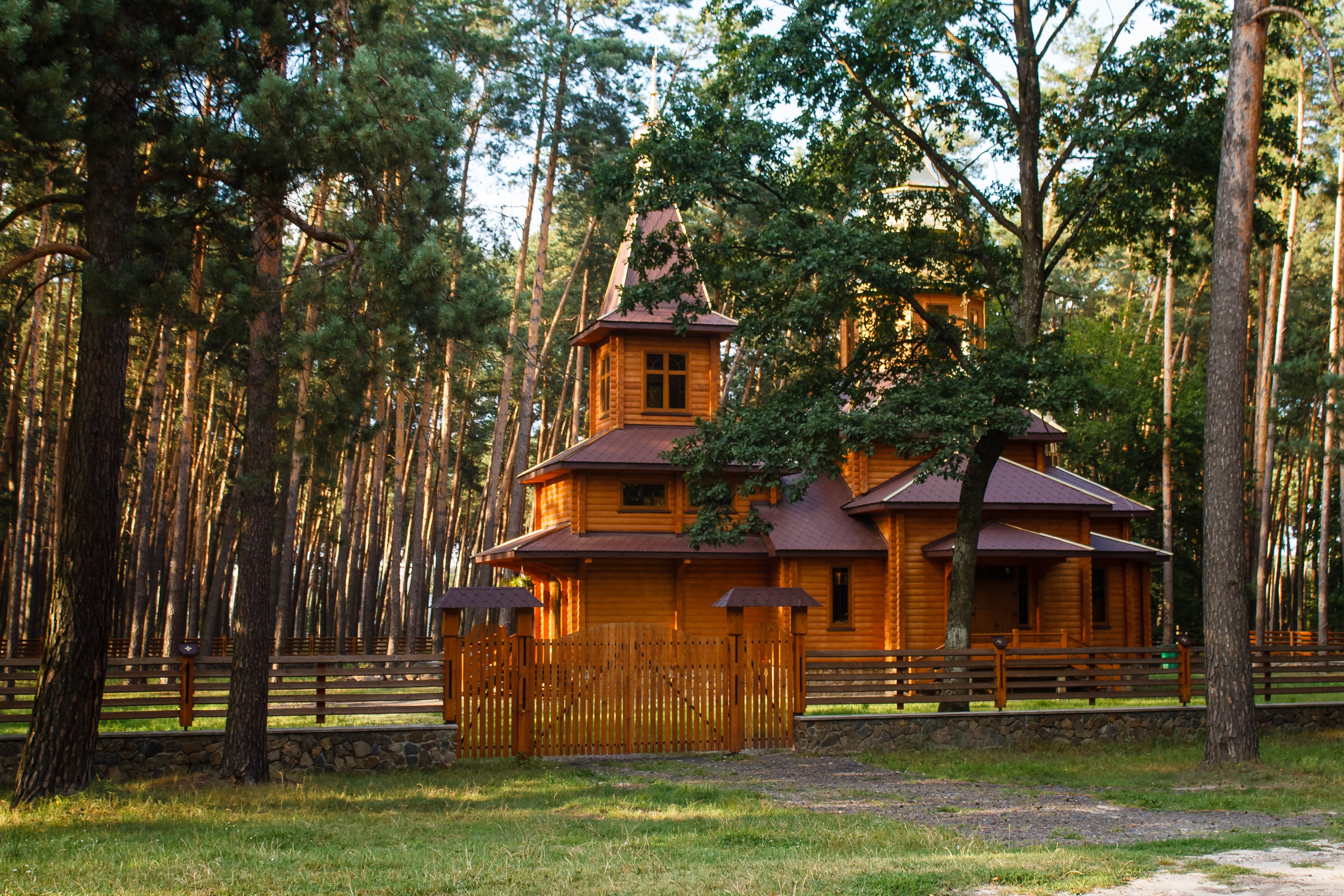
Церква Св. Іова Почаївського, дерев'яна, 2013рік.
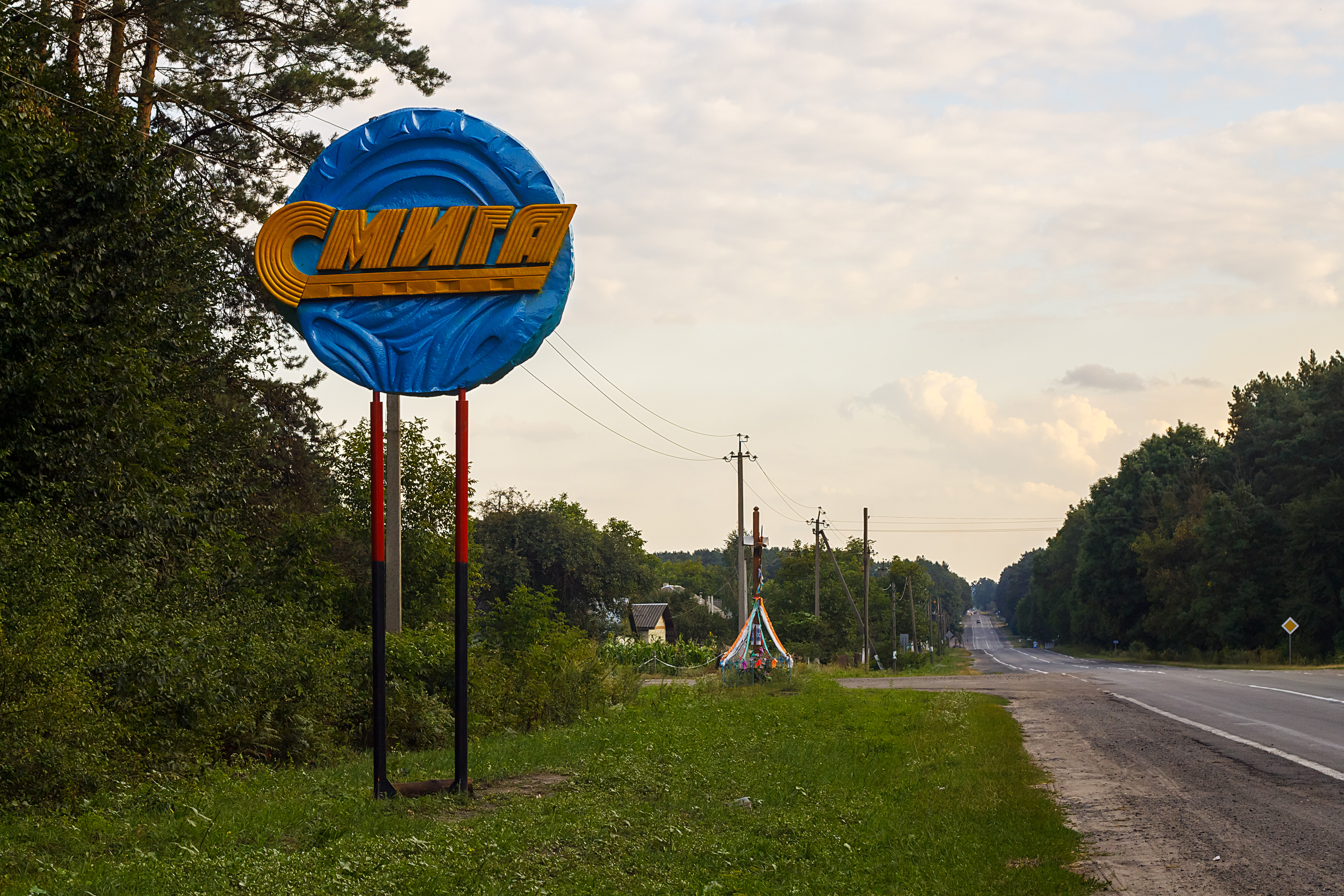
Знак при в'їзді в селище